# Ponder Peak
Der Ponder Peak ist ein 1412 m hoher Berg im ostantarktischen Viktorialand. In der nordöstlichen Asgard Range ragt am Kopfende des Repeater-Gletschers auf.
Das New Zealand Geographic Board benannte ihn im Jahr 1998. Namensgeber ist der neuseeländische Architekt William Frank Ponder (* 1916), der 1957 die Scott Base als Quartier im Rahmen des Internationalen Geophysikalisches Jahres (1957–1958) und für die Commonwealth Trans-Antarctic Expedition (1955–1958) entworfen hatte.